# Ken Bones
Ken Bones est un acteur britannique né le 11 juin 1947 à Dartford en Angleterre.

## Filmographie

### Cinéma
- 1987 : Bellman and True : Gort
- 1992 : Killer Instinct : l'expert forensique
- 1995 : L'Île aux pirates : Toussant
- 1997 : Police 2020 : Commandant Johnson
- 1999 : Wing Commander : Amiral Bill Wilson
- 2004 : Troie : Hippasus
- 2005 : Brothers of the Head : Henry Couling
- 2006 : Final Contract: Death on Delivery : Hillman
- 2007 : Too Much Too Young : Sir Reginald Morris
- 2008 : The Perfect Hideout : Roth
- 2010 : Harry Potter and the Forbidden Journey : Salazar Serpentard
- 2013 : Le Dernier Pub avant la fin du monde
- 2013 : Walking with the Enemy : Samuel Stern
- 2014 : Exodus: Gods and Kings : le scribe de Ramsès
- 2018 : Vlad : Vlad
- 2019 : Baghdad in My Shadow : Graham Foster
- 2021 : Resurrection : Annas

### Télévision
- 1977 : Jubilee : Paul Crawford (1 épisode)
- 1987-2009 : The Bill : Ted Ackroyd, Roy Stenning, Paul Hilman et autres personnages (6 épisodes)
- 1988 : Bergerac : Paul Roussillon (1 épisode)
- 1988 : La Brigade du courage : le superintendant (1 épisode)
- 1988 : Jack l'Éventreur : Robert James Lees (2 épisodes)
- 1993 : Seekers : Tony Laytham (1 épisode)
- 1997 : An Unsuitable Job for a Woman : Ted Fulton (1 épisode)
- 1998 : Cold Feet : Amours et petits bonheurs : le détective (1 épisode)
- 2000 : Blue Murder : Henstock
- 2001 : Macbeth : Banquo
- 2002 : En immersion : Geary (2 épisodes)
- 2002 : MI-5 : Keith Burns (1 épisode)
- 2003 : Meurtres à l'anglaise : Rodney Aronson
- 2003 : La Loi de Murphy : Tyler (1 épisode)
- 2003-2013 : Casualty : Alan Pitney et Robbie (2 épisodes)
- 2004 : Les Arnaqueurs VIP : Mullens (1 épisode)
- 2004 : Flics toujours : Bob Mullan (1 épisode)
- 2005 : Timewatch : Otto Strasser (1 épisode)
- 2007 : Doctors : Tyrrel (8 épisodes)
- 2008-2010 : Holby City : William Chase et Lawrence Parker (5 épisodes)
- 2009 : Londres, police judiciaire : Ediz Kilic (1 épisode)
- 2010 : Inspecteur Barnaby : Giles Braithwaite (1 épisode)
- 2011 : The Hour : Wallace Sherwin (4 épisodes)
- 2011 : Young Dracula : Sethius (1 épisode)
- 2012 : Maîtres et Valets : Lord Halifax (4 épisodes)
- 2013 : Da Vinci's Demons : The Jew (3 épisodes)
- 2013-2015 : Atlantis : Melas (12 épisodes)
- 2013-2015 : Doctor Who : le général (3 épisodes)
- 2015 : A.D. The Bible Continues : Anân (9 épisodes)
- 2015 : Tyrant : Qadi (1 épisode)
- 2016 : Les Médicis : Maîtres de Florence : Ugo Bencini (8 épisodes)
- 2016 : Jonathan Creek : Nathan Clore (1 épisode)
- 2018 : Versailles : Cardinal Leto (5 épisodes)
- 2018 à 2022 : A Discovery of Witches: Le Livre perdu des sortilèges : Sigismund (7 épisodes)
- 2020 : Des : Juge Croom-Johnson (1 épisode)